# Foster, Oklahoma
Foster är en ort i Garvin County i delstaten Oklahoma, USA.